# Eduardo Freitas
Eduardo Freitas, född 27 oktober 1961, är en portugisisk idrottsledare och sportdomare.
Freitas var senast tävlingschef, tillsammans med Niels Wittich, för Formel 1 mellan februari och oktober 2022. Freitas fick dock lämna som tävlingschef efter Japans Grand Prix 2022 och Wittich blev då ensam tävlingschef.
Han har en bakgrund inom motorsport där han har arbetat inom motorcykelsport, karting, FIA GT, European Touring Car Championship, FIA GT1-VM, FIA World Endurance Championship, Le Mans Series och Asian Le Mans Series.